# Legio III Italica

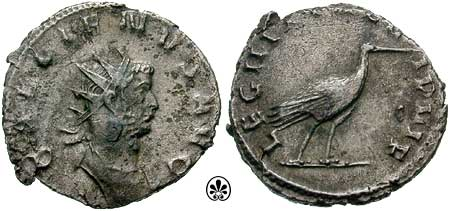
Monnaie de Gallien célébrant la légion III Italica. Au revers, on peut voir la cigogne, emblème de la légion et la légende "leg(io) III Italica VI P(ia) VI F(idelis)".

La IIIe légion « Italique » (legio III Italica Gordiana Pia VII Fidelis VII)   fut une légion de l’armée romaine créée en 165 ou 166 sous Marc Aurèle (r. 161-180) en même temps que la légion II Italica pour renforcer les légions du Danube alors que l’Empire romain devait se défendre sur deux fronts : contre les tribus germaniques en Occident et contre les Parthes en Orient. 
Originellement surnommée « Concors » (litt : harmonie), probablement pour souligner la bonne harmonie existant entre Marc Aurèle et le coempereur Lucius Verus, elle fut connue par la suite sous le surnom de Italica, indiquant que ses légionnaires étaient recrutés principalement  en Italie. 
Elle fut stationnée jusqu’en 170 en Dalmatie puis, en Rhétie jusqu’au Ve siècle où son quartier général était situé à Castra Regina. Elle eut principalement à repousser les envahisseurs de différentes tribus germaniques comme les Marcomans, les Quades et les Iazygues qui tentaient fréquemment de traverser la frontière (limes) danubienne pour envahir les provinces de Rhétie, Pannonie, Mésie, Dacie et même le Norique. Au siècle suivant, elle dut principalement repousser les Juthunges et les Alamans. 
En plus de voir à la défense des fortifications s’étendant le long du limes danubien, nombre de légionnaires travaillaient dans la capitale provinciale, Augusta Vindelicum (Augsbourg en Bavière), siège du gouverneur dont les fonctions étaient à la fois civiles et militaires. L’afflux rapide de ces quelque 6000 légionnaires romains dans la région contribua à l’acculturation de celle-ci. Dans l’Antiquité tardive, et alors que les invasions germaniques avaient dévasté les grandes fermes de la région, la légion servit à protéger les routes de communication et d’approvisionnement en provenance de l’Italie vers le limes du Danube et de l’Ill (affluent du Rhin en Autriche).
Son emblème était la cigogne, symbole de la pietas (voir illustration ci-contre).

## Histoire de la légion

### AuIIesiècle

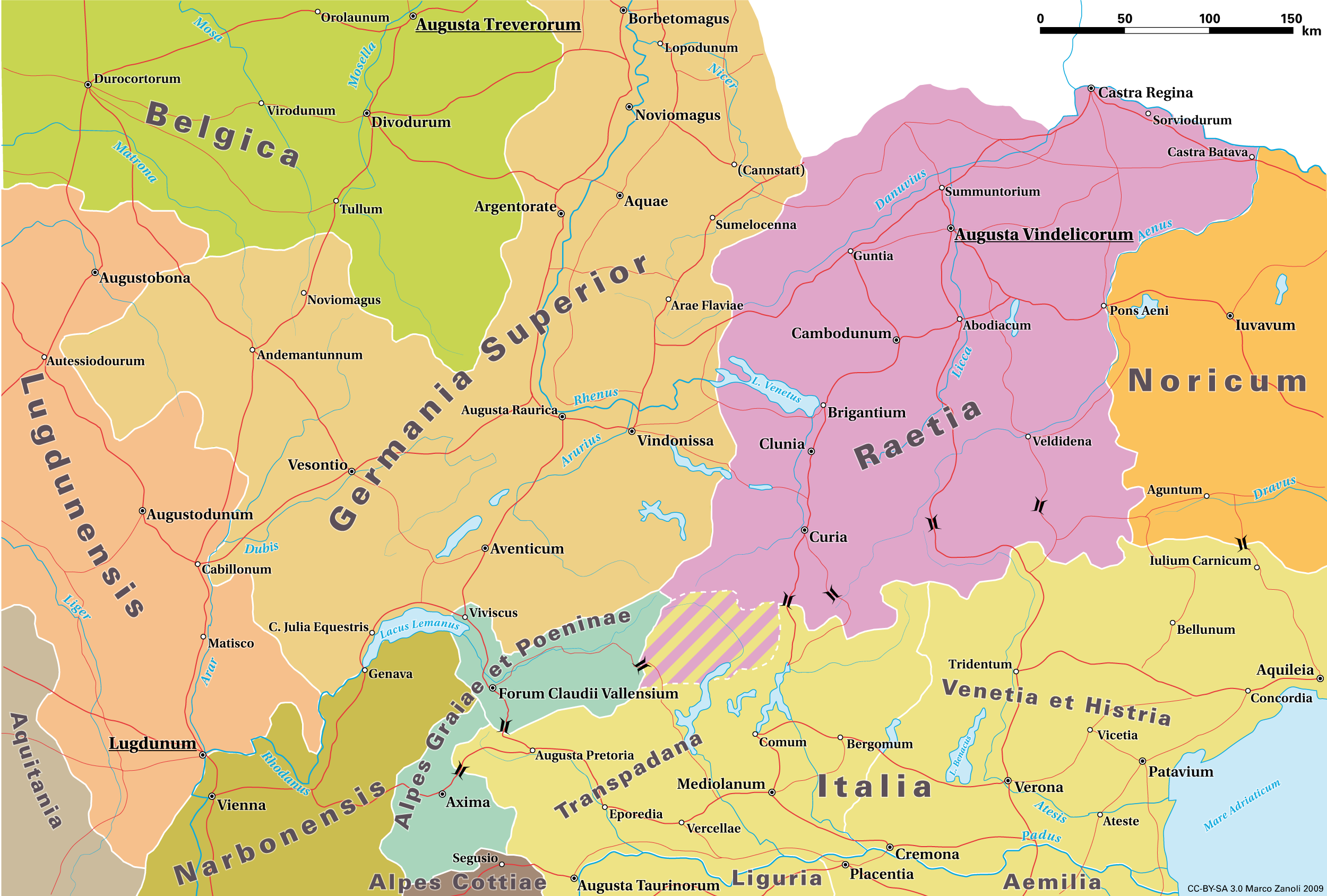
Provinces romaines des Alpes vers 150 apr. J.-C.

En 165 ou 166 l’empereur Marc Aurèle chargea Gnaeus Iulius Verus et Tiberius Claudius Proculus Cornelianus de lever deux nouvelles légions, les IIe et IIIe Italica pour servir de renfort dans la guerre contre les Marcomans. Avec les légions II Italica et I Adiutrix, la Legio III Italica devait opérer sur le front occidental et protéger le Haut-Danube. À l’origine, la IIIe légion devait servir de force de réserve. Toutefois, dès les premiers mois, des unités (vexillatio/nes) furent envoyées en Pannonie, alors en crise, puis rejoignirent les forces de Marc Aurèle contre les Marcomans. Sous le commandement de Quintus Antistius Adventus Postumius Aquilinus, elle prit part de 167 à 170 à l’expeditio Germanica contre les tribus germaniques dans la région des Alpes centrales pour protéger l’Italie du Nord. En 170, la légion fut envoyée à Tridentum (Trente dans le Haut-Adige) prendre part à la campagne de Publius Helvius Pertinax (le futur empereur), pour déloger les envahisseurs germains en provenance de la Rhétie et du Norique,. 
La même année, un détachement entreprit avec d’autres unités de la Legio II Italica la construction des fortifications de la ville portuaire de Salona (aujourd’hui Split en Croatie) :
vexillationes leg(ionum) II Piae et III Concordiae ped(es) CC sub cura P(ubli) Aeli Amyntiani (centurionis) frumentari leg(ionis) II Traianae.
trad : (Des) unités des légions II Pia et III Concorde (ont) construit (ce mur de) 200 pieds, sous la supervision de Publius Aelius Amyntianus, centurion chargé de l’approvisionnement de la légion III Traiana Fortis.

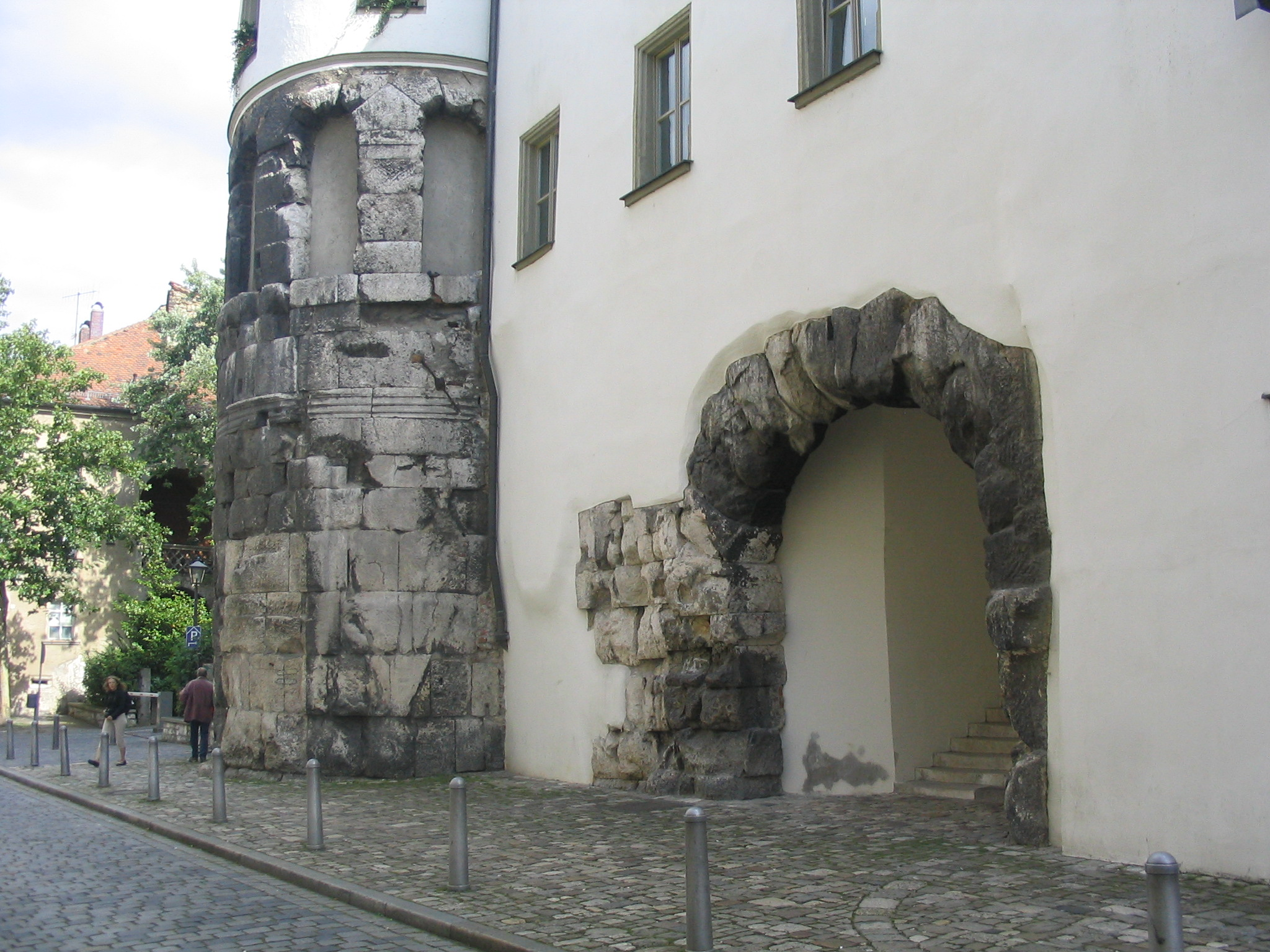
La « Porte prétorienne », dans la tour nord du quartier général de la fortification de Castra Regina.

Jusqu’à la fin des années 170, la légion n’eut pas de camp propre, les différents détachements opérant de façon indépendante. Le quartier général était vraisemblablement établi à Mogontiacum (Mainz). De 172 à 179, certaines cohortes furent stationnées dans des camps temporaires à Eining-Unterfeld, d’autres à Alkofen en Bavière et à Kumpfmühl (un quartier de Ratisbonne) où un camp servait de poste d'observation à l'embouchure de deux affluents du Danube, la Regen et la Naab.  Un modeste camp de bois y avait été établi dès 79 apr. J.-C. et une petite bourgade s’était élevée aux alentours, mais toutes deux avaient été détruites lors des guerres marcomanes. En 175, Ratisbonne devint le quartier général de la légion et on y construisit un nouveau camp qui fut appelé Castra Regina (litt : château sur la rivière Regen).Protégé par des murs de 10 m de haut, 4 portes et de nombreuses tours, cette forteresse faisait contraste avec les camps jusque-là plus ouverts permettant une entrée et sortie rapide de la légion en cas d’attaque; son style « défensif » sera adopté ailleurs au début du IVe siècle. Il devait servir de quartier général pendant les deux cents ans qui suivirent. 
Originellement province sénatoriale, la Rhétie était dirigée par un gouverneur (legatus Augusti pro praetore provinciae Raetiae) qui était à la fois administrateur civil et commandant de la légion (legatus legionis).  Le siège du gouvernement était situé à Augusta Vindelicum (Augsburg en Bavière).

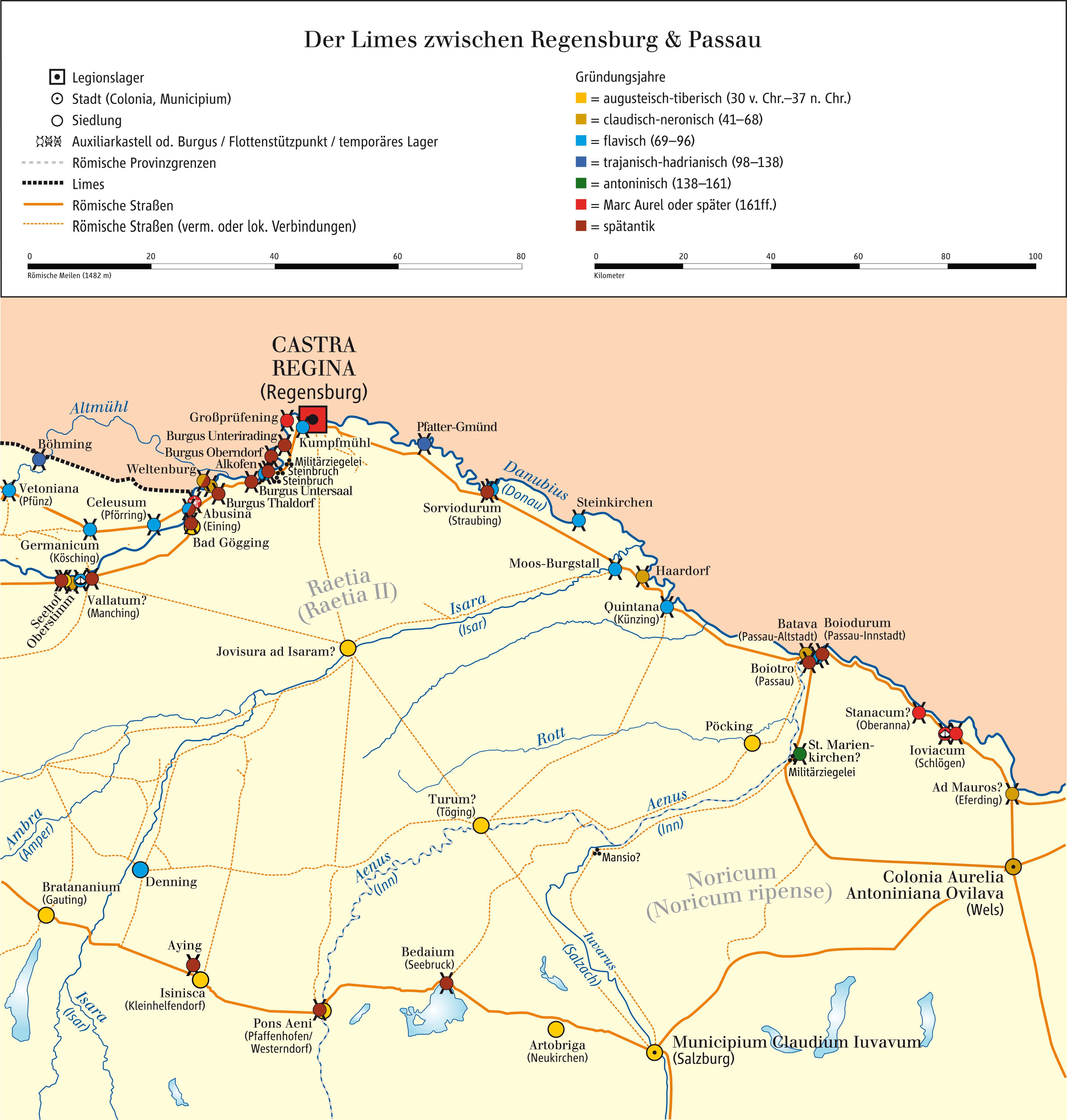
Les fortifications le long du limes danubien en Rhétie.

La légion entreprit alors une intense activité de construction, tant dans la capitale d’Augusta Vindelicum près de Ratisbonne, où nombre d’officiers et de légionnaires étaient employés dans l’administration provinciale que le long du limes où de nombreux forts avaient été détruits ou endommagés pendant les guerres marcomanes, tels que Ellingen, Pfünz, Künzing, Dambach, Passau et Straubing. Elle utilisa à cette fin une carrière de pierres située à Bad Abbach.
En 182, la légion prit part à une campagne contre les Buri, une tribu germano-celte appartenant à la famille des Lugiens qui habitaient la Silésie.

### AuIIIesiècle
Les légionnaires pouvaient alors satisfaire leurs besoins en approvisionnement dans les nombreuses villae rusticae (terres des grandes propriétés consacrées à l’agriculture) de Rhétie. Mais avec les grandes invasions germaniques au milieu du IIIe siècle, nombre de ces grandes exploitations agricoles furent détruites et ne furent pas reconstruites. Déjà, on avait commencé à faire venir l’approvisionnement d’Italie du nord. On a découvert à Trente une inscription datant de la fin du IIe siècle selon laquelle un certain Gaius Valerius Marianus y servait de adlectus annonae legionis III Italicae (litt : affecté à l’approvisionnement de la légion III Italica). La route du col du Brenner n’était pas la seule utilisée à cet effet; on a aussi découvert au col du Grand-Saint-Bernard une tablette de bronze datant des environs de l’an 200 avec une inscription votive au dieu de la montagne Poenus offerte par un Titus Claudius Severus, frumentaris legionis (litt : chargé de l’approvisionnement de la légion). Toutefois, celui-ci pouvait alors simplement servir de courrier pour le gouverneur de la province.
Au cours de la Deuxième année des quatre empereurs (193), Pertinax fut proclamé empereur le 1er janvier 193 après la mort de Commode. Assassiné par les prétoriens, il fut remplacé par Didius Julianus, immédiatement rejeté par le peuple et l’armée. Le gouverneur de Pannonie supérieure, Lucius septimius Severus (r. 193-211) fut acclamé par ses troupes, choix que rejeta le légat de Syrie, Pescennius Niger, et le légat de Bretagne, Clodius Albinus. La Legio III Italica, qui avait pris fait et cause pour Septime Sévère se joignit à ce dernier lors de sa marche sur Rome où il défit Didius Julianus; des unités de cette légion furent employées au cours des mois qui suivirent pour lutter contre les deux autres candidats au trône, à la suite de quoi la légion prit vraisemblablement part à la campagne que Septime Sévère mena contre les Parthes. Elle fut remerciée de sa loyauté par l’empereur qui fit frapper des pièces de monnaie montrant l’aigle de la légion et la légende LEG(io) III ITAL(ica).
La légion demeura également loyale au fils de Septime Sévère, Caracalla, et servit avec la VIII Augusta et la XXII Primigenia dans la campagne de celui-ci contre les Alamans en 213, contre les Carpes de Dacie en 214 et en Syrie en 217. Elle obtint alors, en reconnaissance, le surnom de Antoniniana. Deux inscriptions trouvées dans la ville de garnison Alba Iulia en Dacie attestent la  présence de deux centurions de la IIIe légion, Marcus Ulpius Caius et Marcus Ulpius Vitalis . Sévère Alexandre pour sa part lui conféra le surnom de Severiana .
De même, une inscription découverte à Celeia (Celje en Slovénie) portant la légende III Italica Gordiana atteste que la légion ou certaines de ses unités auraient pris part à l’une des campagnes de Gordien III contre les Sassanides en 243-244.
En 253, en pleine crise du IIIe siècle pendant laquelle se succédèrent les « empereurs-soldats », la Legio III Italica se rangea du côté du gouverneur de Germanie supérieure et inférieure, Publius Licinius Valerianus (Valérien, r. 253-260), qui fut acclamé empereur par ses troupes après l’assassinat  de l'empereur Trébonien Galle et la tentative d’usurpation d'Émilien. Au moins quelques unités prirent part à la campagne de celui-ci en 259/260. Une inscription de l’empereur perse Shapur Ier qui vainquit Valérien et l’emmena prisonnier avec une grande partie de l’armée romaine, parle des « soldats originaires de Rhétie ». À la même époque, d’autres unités combattirent les tribus germaniques sous la conduite du fils de Valérien, Gallien (r. 253-268), qu’elles soutinrent contre son rival Postume; elles en furent récompensées par les surnoms de Pia VI Fidelis VI et de Pia VII Fidelis VII (litt : VI/VII fois fidèle et loyale)  donnés à la légion.
Sous Gallien (r. 253-268), de nombreuses réformes militaires furent adoptées pour faire face aux dangers des invasions. Ainsi, l’empereur retira aux sénateurs le commandement des légions pour le confier à des chevaliers, souvent des officiers expérimentés illyriens ou pannoniens sortis du rang. Le commandant de la légion fut ainsi remplacé par un préfet (praefectus legionis) du rang de chevalier et les forces de la province passèrent sous le commandement d’un duc (Dux Raetiae), avec comme conséquence que le préfet n’eut plus que le rang de commandant régional. De plus, l’infanterie des armées de campagnes fut partagée en détachements (vexilationes) qui devinrent de plus en plus indépendantes de leur légion d’origine.
Certaines de ces unités furent envoyées dans d’autres parties de l’empire. C’est ainsi que certaines prirent part à la campagne de l’empereur Aurélien (r. 270-275) contre la reine de Palmyre, Zénobie. Selon l’historien Zozime, l’armée de l’empereur était alors composée « de la cavalerie dalmate, ainsi que de légions venues de Mésie, de Pannonie, […] de Norique et de Rhétie, ainsi que d’une légion celte… ».
En 278, l’empereur Probus après ses victoires en Orient se tourna vers la frontière du Rhin que les Germains avaient une fois de plus franchie, semant la ruine dans une bonne partie de la Gaule. Après avoir repoussé ceux-ci au-delà du Rhin, l’empereur poursuivit son œuvre de pacification en Rhétie où, en 278/279, il infligea une défaite aux Burgondes, aux Vandales et aux Lygiens. Toutefois, son habitude de confier à ses soldats plutôt qu’à des esclaves des travaux d’intérêt public souleva la colère des légionnaires. À la fin de l’été 282, lorsque Probus prendra la route de l’Orient pour arracher la Mésopotamie et l’Arménie aux Perses, les troupes des légions II et III Italica profitèrent de son absence pour se révolter et acclamer empereur le préfet du prétoire Marcus Aurelius Carus (r. 282-283), laissé responsable de la Rhétie et du Norique.

### AuxIVesiècleetVesiècle

Décoration des boucliers des Tertiani Italica, unité comitatenses créée à partir de la légion III Italica, selon la Notitia Dignitatum.

La légion existait encore au tournant du IVe siècle vers le Ve siècle, mais était maintenant divisée entre six unités, chacune sous les ordres d’un préfet. Environ 1000 légionnaires demeuraient toutefois stationnés à Ratisbonne. La principale source d’informations pour cette période est la Notitia Dignitatum, recension rédigée vers 400 que l’on doit consulter avec prudence, car diverses mises à jour, surtout en ce qui concerne l’armée de l’empire d’Occident, ont été faites de façon partielle et conduisent à des invraisemblances. La Notitia  ne mentionnant pas la pars inferior de la distribution géographique (la partie comprise entre Ratisbonne et Passau), il se pourrait qu’un plus grand nombre d’unités ait existé au IVe siècle.
La frontière nord de la Rhétie constituait selon la Notitia la pars superior (litt : partie supérieure [sous-entendu de la province]); la majorité des unités étaient stationnées à Submuntorio et Vallato. La frontière ouest constituait la pars media (litt : partie médiane) avec comme ville Cambodunum (aujourd’hui Kempten en Allgäu) avec des postes frontières de Vemania à Cassilacum. 
Cinq des six unités à titre de limitanei avaient comme mission de défendre les forts (voir illustration plus haut) du limes contre les Alamans et les Ostrogoths, ce qu’elles firent probablement jusqu’à la fin du Ve siècle lorsque Ratisbonne fut occupée par les Bavarii. Elles étaient alors sous la juridiction d’un duc (Dux Raetiae) qui lui-même supervisaient les deux gouverneurs de moindre rang (Praesides) ayant leur siège pour les provinces de  Raetia prima (Curiensis) et Raetia secunda (Vindelica), respectivement à Curia (Coire en Suisse) et à Augusta Vindelicorum (Augsbourg en Allemagne),.
La sixième unité fut pour sa part transférée vers l’an 300 en Illyricum dans l’armée de campagne (comitatenses) du Comes Illyrici, lequel était lui-même sous les ordres du Magister Peditum Praesentalis (Maitre de la garde impériale). Elle apparait alors en compagnie de la Legio III Herculia laquelle avait été créée par Dioclétien pour la protection de la Rhétie,.